# Jed Allan

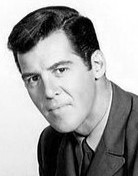
Jed Allen (1969)

Jed Allan Brown (* 1. März 1935 in New York City, New York; † 9. März 2019 in Palm Desert, Kalifornien) war ein US-amerikanischer Schauspieler.

## Leben
Jed Allan Brown wurde 1935 als Sohn von Celia und Nathan Brown geboren. Seine Großeltern waren russisch-jüdische Immigranten.
Allan war seit 1958 mit Janice Toby Druger († 2001) verheiratet und hatte mit ihr drei Söhne. Sein Sohn Mitch Brown (* 1960) ist ebenfalls Schauspieler. Im Alter von 84 Jahren starb Jed Allan im März 2019 in Palm Desert.

## Wirken
Allan absolvierte sein Schauspielstudium an der University of Washington. Er wurde vor allem durch wiederkehrende Rollen in Fernsehserien bekannt. So spielte er Scott Turner in der Serie Lassie, Don Craig in Zeit der Sehnsucht, Rush Sanders in Beverly Hills, 90210 und in über 1000 Folgen C. C. Capwell in California Clan. Für seine Rolle in Zeit der Sehnsucht wurde er für den Daytime Emmy Award nominiert.

## Filmografie (Auswahl)
- 1968–1970: Lassie (Fernsehserie, 26 Folgen)
- 1968: Eisstation Zebra (Ice Station Zebra)
- 1971: Columbo: Lösegeld für einen Toten (Ransom for a Dead Man; Fernsehreihe)
- 1973: Adam-12 (Fernsehserie, 6 Folgen)
- 1973: The New Perry Mason (Fernsehserie, 1 Folge)
- 1974: The Photographer
- 1974: Kojak – Einsatz in Manhattan (Kojak; Fernsehserie, 1 Folge)
- 1977–1985: Zeit der Sehnsucht (Days of Our Lives; Fernsehserie, 103 Folgen)
- 1986–1993: California Clan (Santa Barbara; Fernsehserie, 1.103 Folgen)
- 1994–1999: Beverly Hills, 90210 (Fernsehserie, 18 Folgen)
- 1995: Zero Tolerance
- 2001: Walker, Texas Ranger (Fernsehserie, 1 Folge)
- 2001: Six Feet Under – Gestorben wird immer (Six Feet Under; Fernsehserie, 1 Folge)
- 2001–2002: Port Charles (Fernsehserie, 17 Folgen)
- 2003: CSI: Miami (Fernsehserie, 1 Folge)
- 2004–2005: General Hospital (Fernsehserie)